# 聖靈的果子
聖靈的果子是聖經裡頭所註記，總結使徒保羅在加拉太書第五章22至23節所寫下的基督徒九個屬性果子：「聖靈所結的果子，就是仁愛，喜樂、和平（和合本及天主教的思高版聖經作「平安」）、忍耐、恩慈、良善、信實、溫柔和節制。」
聖經 （页面存档备份，存于）另一處講到聖靈的果子在羅馬書8:23，「不但如此，就是我們這有聖靈初結果子的，也是自己心裡歎息，等候得著兒子的名分，乃是我們的身體得贖。」

## 聖經－新約－加拉太書5章22至23節
不同版本選字有不同，故參考不同譯本原句。

### 英文
Galatians (Gal) 5:22-23
希臘文用的「agape」含意不止於英文的「love」或中文的「愛」字。有時是比較接近caritas／charity那種大愛。

#### CJB
(Kehilah in Galatia 5:22-23)
“But the fruit of the Spirit is love, joy, peace, patience, kindness, goodness, faithfulness, humility, self control. Nothing in the Torah stands against such things.”

（希伯來文Torah 指聖經舊約部份的前５本經書）

#### OJB
"But the p'ri of the Ruach HaKodesh is ahavah (agape), simcha (joy), shalom (peace), zitzfleisch (patience), nedivut (generosity, kindness), chesed (loving-kindness), ne'emanut (faithfulness), Anavah (meekness, shiflut, lowliness), shlitah atzmi (self-control)...would you not agree?--against these things there is no isser (proscription in the Torah). " 
Kehilah in Galatia 5:22-23

#### DRC1752
“But the fruit of the Spirit is, charity, joy, peace, patience, benignity, goodness, longanimity, Mildness, faith, modesty, continency, chastity. Against such there is no law.”

### 傳統中文字

#### 當代譯本修訂版
「但聖靈所結的果子是仁愛、喜樂、和平、忍耐、恩慈、良善、信實、 溫柔、節制。
沒有律法會禁止這些事。」

#### 新標點和合本神版
「聖靈所結的果子，就是仁愛、喜樂、和平、忍耐、恩慈、良善、信實、 溫柔、節制。
這樣的事沒有律法禁止。」

#### 中文標準譯本
「然而，聖靈的果子是：愛心、喜樂、和平、忍耐、仁慈、良善、忠信、 溫柔、自 制。
這樣的事，沒有律法反對。」

### 文言文

#### 1823神天聖書
聖保羅與厄拉氐亞輩書卷七 5:22-23
「神風之實即仁、樂、和、忍耐、慈、善、信、 端廉、節用、若輩無律拘之、 」

#### 1852委辦譯本
使徒保羅達加拉太人書 5:22-23
「若夫神之結實、仁愛、喜樂、和平、忍耐、慈祥、良善、忠信、 溫柔、操節、
為此者非法所能禁、」

#### 1910正教文理譯本
加拉太書 5:22-23
「〇屬神之果、即仁愛、喜悅、安和、忍耐、仁慈、矜恤、信德、 溫柔、節制、對此者無法律也、 」
https://my.bible.com/bible/1580/GAL.5.22-23

## 仁愛
仁愛就是神的特質，也是我們應該達到的。仁愛在哥林多前書第十三章有美妙的描述，並在各各他山的十字架上完完全全地表達出來了。
愛是恆久忍耐，又有恩慈；愛是不嫉妒；愛是不自誇，不張狂，不做害羞的事，不求自己的益處，不輕易發怒，不計算人的惡，不喜歡不義，只喜歡真理；凡事包容，凡事相信，凡事盼望，凡事忍耐。（林前 13:4-7）

## 喜樂
喜樂是因神和因著與神相交而有滿足和快樂。
耶穌說：我的食物就是遵行差我來者的旨意，做成他的工。（約 4:34）

## 和平
和平，和合本作「平安」，指的是可以包括神所賜的平安和基督徒之間和諧的關係。
有一天，耶穌和門徒上了船，對門徒說：我們可以渡到湖那邊去。他們就開了船。正行的時候，耶穌睡著了。湖上忽然起了暴風，船將滿了水，甚是危險。門徒來叫醒了他，說：夫子！夫子！我們喪命啦！耶穌醒了，斥責那狂風大浪；風浪就止住，平靜了。耶穌對他們說：你們的信心在哪裡呢？他們又懼怕又希奇，彼此說：這到底是誰？他吩咐風和水，連風和水也聽從他了。（路 8:22-25）

## 忍耐
忍耐是在苦難、困難、逼迫中的堅忍。
當下耶穌說：父啊！赦免他們；因為他們所做的，他們不曉得。兵丁就拈鬮分他的衣服。（路 23:34）
在KJV版本，「忍耐」譯作“longsuffering”，意即「長久受到委屈或傷害」。

## 恩慈
恩慈就是溫柔的態度，也許主對小孩子的態度最能解釋這一點。
耶穌看見就惱怒，對門徒說：讓小孩子到我這裡來，不要禁止他們；因為在神國的，正是這樣的人。（可 10:14）

## 良善
良善是以恩慈的態度對待別人
耶穌回答說：有一個人從耶路撒冷下耶利哥去，落在強盜手中。他們剝去他的衣裳，把他打個半死，就丟下他走了。偶然有一個祭司從這條路下來，看見他就從那邊過去了。又有一個利未人來到這地方，看見他，也照樣從那邊過去了。惟有一個撒瑪利亞人行路來到那裡，看見他就動了慈心，上前用油和酒倒在他的傷處，包裹好了，扶他騎上自己的牲口，帶到店裡去照應他。第二天拿出二錢銀子來，交給店主，說：你且照應他；此外所費用的，我回來必還你。（路 10:30-35）

## 信實
信實指對神的信靠，對主內信徒的信心，忠誠或可靠

## 溫柔
溫柔，就是好像耶穌洗腳那種謙卑的態度

## 節制
在加拉太書5章23節所用的希臘詞是 enkrateia，意思是強而有力的、有把握、能控制自己的思想和行動。
「正因這緣故，你們要分外的殷勤；有了信心，又要加上德行；有了德行，又要加上知識；有了知識，又要加上節制；有了節制，又要加上忍耐；有了忍耐，又要加上虔敬；有了虔敬，又要加上愛弟兄的心；有了愛弟兄的心，又要加上愛眾人的心；你們若充充足足的有這幾樣，就必使你們在認識我們的主耶穌基督上不至於閒懶不結果子了。」彼得後書1:5-8